# Шартрене
Шартрене (фр. Chartrené) насеље је и општина у западној Француској у региону Лоара, у департману Мен и Лоара која припада префектури Сомир.
По подацима из 2011. године у општини је живело 52 становника, а густина насељености је износила 13,72 становника/km². Општина се простире на површини од 3,79 km². Налази се на средњој надморској висини од 43 метара (максималној 97 m, а минималној 33 m).

## Демографија
| 1962. | 1968. | 1975. | 1982. | 1990. | 1999. | 2011. |
| ----- | ----- | ----- | ----- | ----- | ----- | ----- |
| 96    | 86    | 57    | 44    | 49    | 54    | 52    |

График промене броја становника у току последњих година